# Eichen (Hessen)
Eichen is een plaats in de Duitse gemeente Nidderau, deelstaat Hessen, en telt 2000 inwoners.

## Galerij

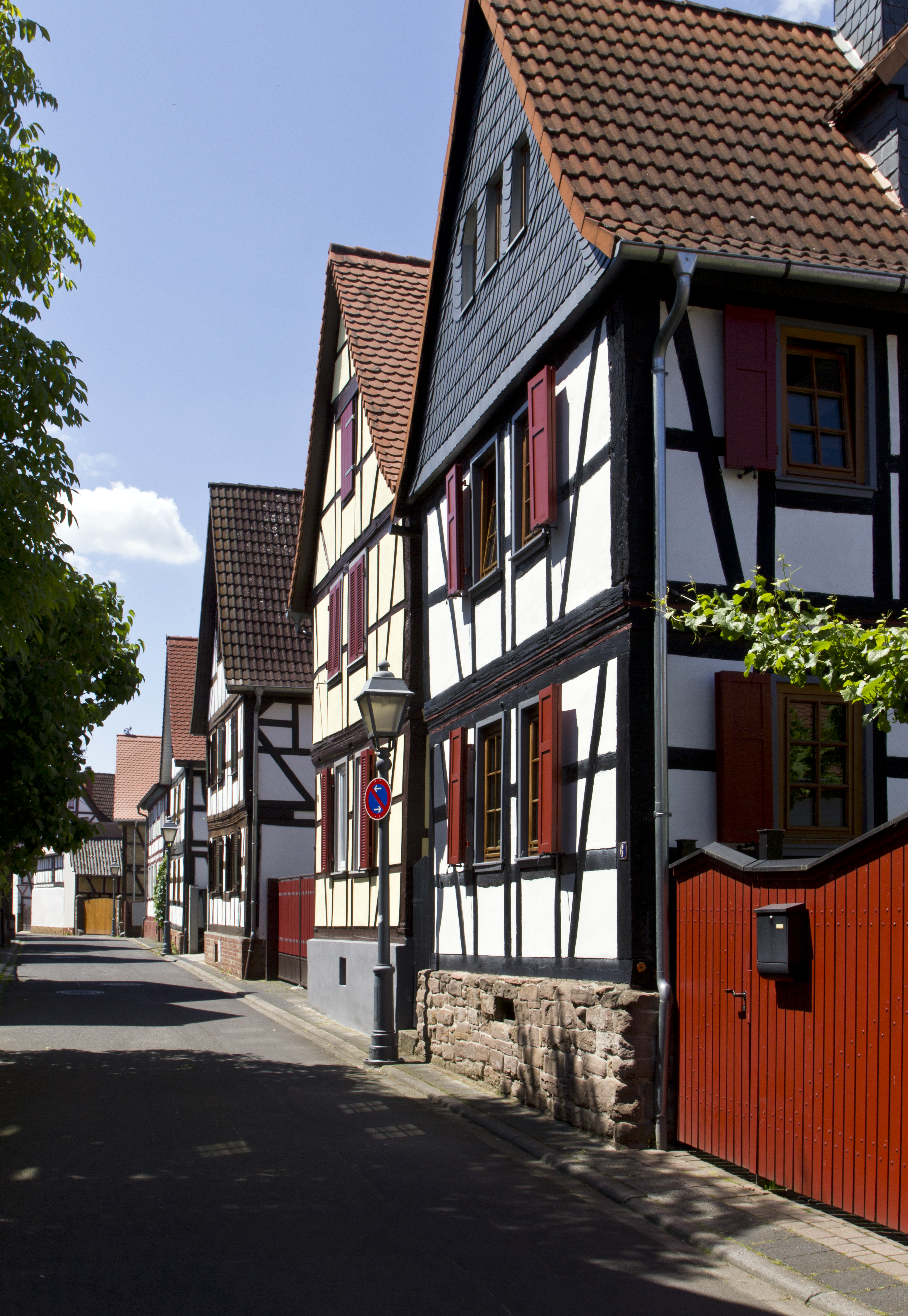
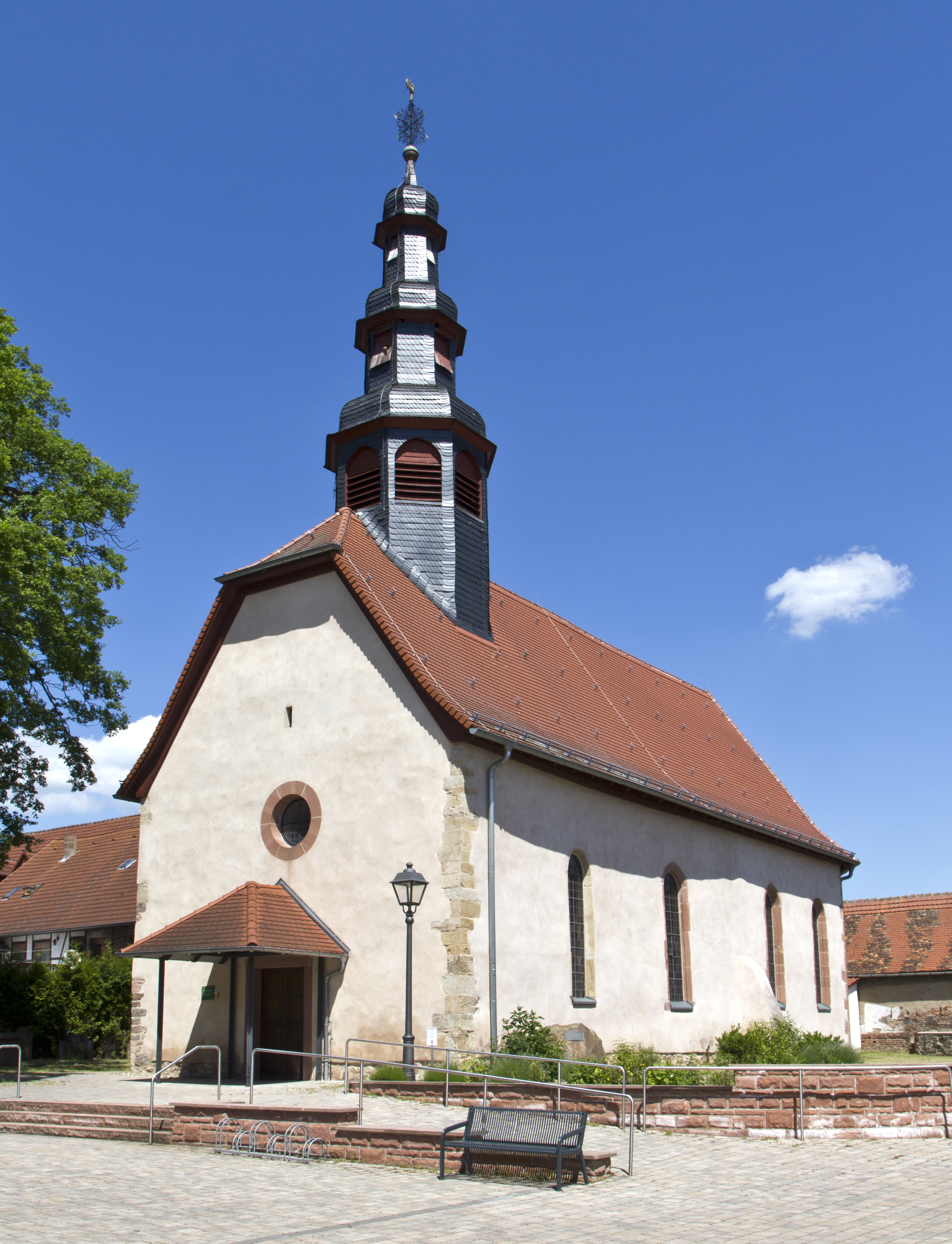
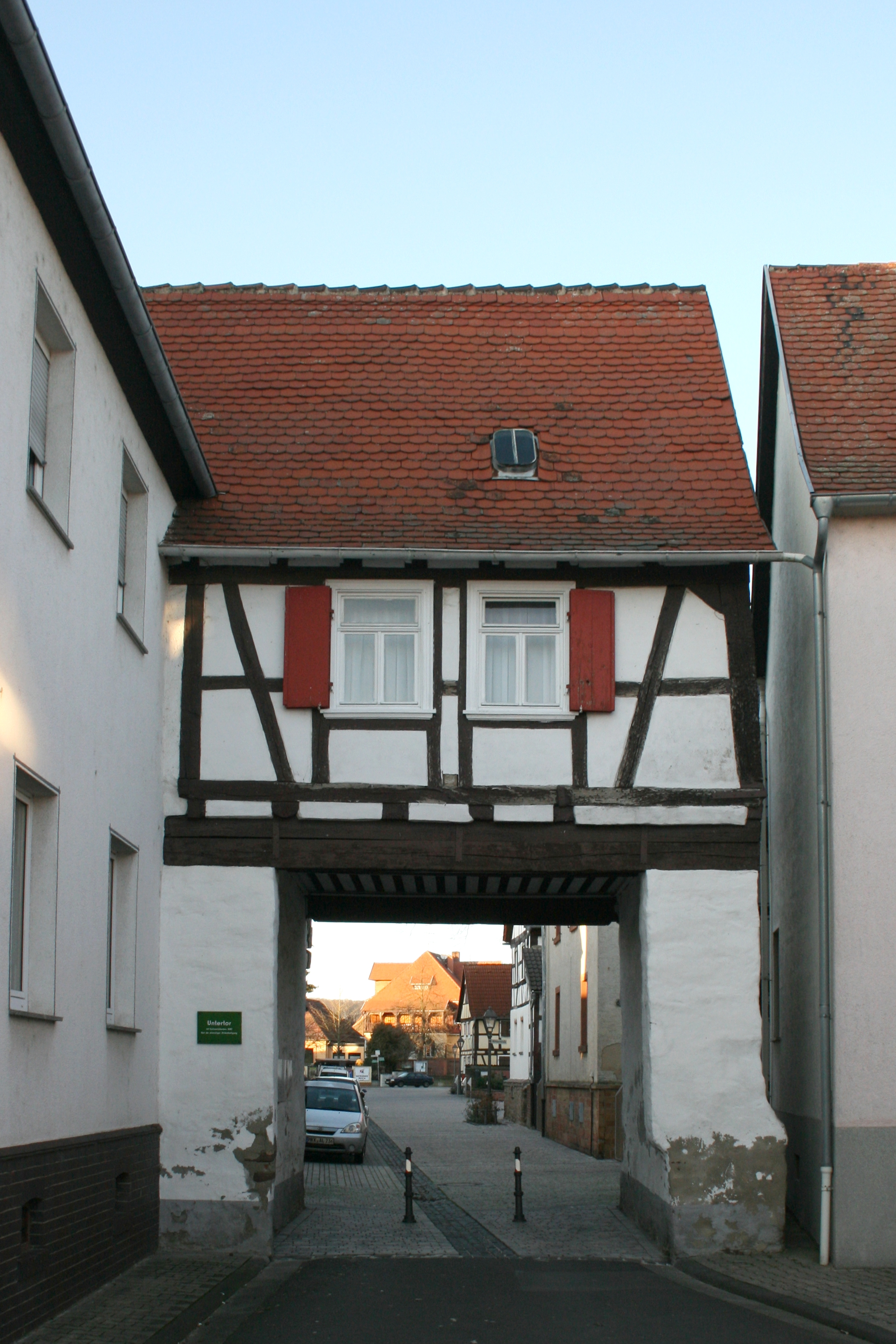